# Guillaume Bastille
 Guillaume Bastille (* 21. Juli 1985 in Rivière-du-Loup) ist ein kanadischer Shorttracker und Olympiasieger.

## Werdegang
Bastille debütierte in der Saison 2007/08 im Shorttrack-Weltcup. Im Februar 2008 kam er in Québec mit zwei dritten Plätzen über 1000 m erstmals aufs Podest. In der Saison 2009/10 holte er in Marquette mit der Staffel seinen ersten Weltcupsieg. Bei den Olympischen Winterspielen 2010 in Vancouver gewann er die Goldmedaille mit der Staffel. Im März 2010 errang er bei den Shorttrack-Teamweltmeisterschaften 2010 in Bormio die Silbermedaille. Zu Beginn der Saison 2010/11 belegte er in Montreal den dritten und den ersten Platz über 1500 m. Im weiteren Saisonverlauf kam er in Québec auf den dritten Platz und in Dresden auf den zweiten Platz jeweils über 1000 m und erreichte damit den vierten Platz im Gesamtweltcup über 1500 m. In der Saison 2011/12 siegte er in Salt Lake City und in Moskau mit der Staffel. Zudem belegte er in Saguenay den zweiten Platz über 500 m und den ersten Platz in Dordrecht über 1000 m und erreichte damit den achten Platz im Gesamtweltcup über 1000 m. Beim Saisonhöhepunkt, den Weltmeisterschaften 2012 in Shanghai, gewann er die Goldmedaille mit der Staffel. Zu Beginn der Saison 2012/13 holte er in Montreal über 500 m seinen sechsten Weltcupsieg. Es folgten dritte Plätze in Shanghai jeweils über 1500 m und mit der Staffel und in Dresden über 1500 m. Zum Saisonende errang er damit den sechsten Platz im Gesamtweltcup über 500 m und den fünften Platz im Gesamtweltcup über 1500 m. Bei den Weltmeisterschaften 2015 in Moskau wurde er Siebter und bei den Weltmeisterschaften 2017 in Rotterdam Fünfter jeweils mit der Staffel.

## Persönliche Bestzeiten
- 500 m      40,785 s (aufgestellt am 16. September 2012 in Calgary)
- 1000 m    1:23,725 min (aufgestellt am 20. August 2017 in Montreal)
- 1500 m    2:12,347 min (aufgestellt am 20. September 2014 in Calgary)
- 3000 m    4:46,929 min (aufgestellt am 28. März 2010 in Bormio)